# Laurent Cadot
Laurent Cadot (ur. 26 sierpnia 1983 w Aurillac) – francuski wioślarz, brązowy medalista mistrzostw świata i mistrzostw Europy.
Reprezentant Francji w wioślarskiej dwójce bez sternika podczas Letnich Igrzysk Olimpijskich w Pekinie.

## Osiągnięcia
| Rok  | Impreza                     | Miejsce        | Konkurencja          | Lokata      |
| ---- | --------------------------- | -------------- | -------------------- | ----------- |
| 2001 | Mistrzostwa świata juniorów | Duisburg Wedau | czwórka bez sternika | 1. miejsce  |
| 2004 | Igrzyska olimpijskie        | Ateny          | ósemka               | 6. miejsce  |
| 2005 | Mistrzostwa świata          | Gifu           | ósemka               | 9. miejsce  |
| 2007 | Mistrzostwa świata          | Monachium      | dwójka bez sternika  | 4. miejsce  |
| 2008 | Mistrzostwa Europy          | Ateny          | dwójka bez sternika  | 3. miejsce  |
| 2008 | Igrzyska olimpijskie        | Pekin          | dwójka bez sternika  | 9. miejsce  |
| 2009 | Mistrzostwa Europy          | Brześć         | dwójka bez sternika  | 3. miejsce  |
| 2009 | Mistrzostwa świata          | Poznań         | czwórka bez sternika | 5. miejsce  |
| 2011 | Mistrzostwa świata          | Bled           | ósemka               | 12. miejsce |
| 2013 | Mistrzostwa Europy          | Sewilla        | czwórka bez sternika | 8. miejsce  |
| 2013 | Mistrzostwa świata          | Chungju        | dwójka ze sternikiem | 3. miejsce  |